# Cole Porter

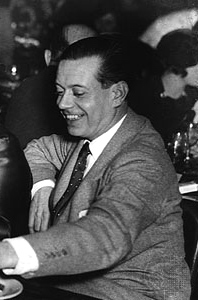
Cole Porter, 1934

Cole Albert Porter (* 9. Juni 1891 in Peru, Indiana; † 15. Oktober 1964 in Santa Monica, Kalifornien) war ein US-amerikanischer Komponist und Liedtexter. Der Songwriter, Grammy- und Tony-Preisträger gehört zu den wichtigsten Autoren des Great American Songbooks. Zu seinen bekanntesten Werken gehören die Evergreens Night and Day, Begin the Beguine und I’ve Got You Under My Skin sowie das Musical Kiss Me, Kate.

## Leben
Cole Porter, der seinen Vornamen nach dem Familiennamen seiner Mutter Kate erhielt, entstammte einer mütterlicherseits sehr wohlhabenden Familie, die in Indiana unter anderem im Holzhandel zu Reichtum gekommen war. Seine beiden älteren Geschwister, Louis Omar und Rachel, starben noch vor seiner Geburt im Kindesalter. Porters musikalische Neigung und Begabung zeigte sich, gefördert von seiner Mutter, bereits recht früh; im Alter von sechs Jahren begann er mit dem Geigenspiel. Zwei Jahre später folgte der erste Klavierunterricht, und fortan konzentrierte er sich auf dieses Instrument. Mit zehn Jahren verfasste er seine ersten Kompositionen, darunter The Song of Birds, ein seiner Mutter gewidmetes sechsteiliges Klavierstück. 
Von 1905 bis 1909 besuchte Porter die Worcester Academy in Massachusetts. Nach dem erfolgreichen Schulabschluss bekam er von seinem Großvater James Omar Cole eine Europareise geschenkt, die sowohl musikalisch als auch kulturell großen Eindruck bei ihm hinterließ. 1909 wurde Porter an der Yale University immatrikuliert; von dort wechselte er 1913 nach Harvard, wo er zunächst weiterhin Jura studierte, sich dann aber 1915 im Fach Musik einschrieb. Bereits in seinen Jahren an der Yale-Universität war Cole Porter wegen seines Unterhaltungstalents bei Studenten und Professoren beliebt, dort schrieb er etliche Studenten- und Cheer-Songs z. B. Yale Bulldog, die auch heute noch gespielt werden. 1915 erschien sein Song Esmeralda mit einigem Erfolg in der Broadway-Revue Hands Up. Seiner ersten eigenen Broadway-Produktion See America First (1916) hingegen war kein Erfolg beschieden. 
Nach Eintritt der USA in den Ersten Weltkrieg im Frühjahr 1917 ging Porter als Freiwilliger für eine amerikanische Hilfsorganisation nach Frankreich. Nach Kriegsende 1918 blieb er in Paris und besuchte dort die Schola Cantorum, eine private Musikhochschule unter der Leitung von Vincent d’Indy. Im selben Jahr lernte er die wohlhabende, acht Jahre ältere Linda Lee Thomas (1883–1954) kennen und heiratete sie im Dezember 1919 ungeachtet seiner Homosexualität. 1923 starb Porters Großvater und hinterließ ein ansehnliches Erbe. Cole Porter bekam nichts, seine Mutter jedoch Millionen, die sie mit Cole teilte. Die Porters verbrachten die Jahre bis 1928 vor allem in Europa, insbesondere in Paris, Venedig und an der Riviera, führten ein freies, sorgenfreies Leben und unternahmen viele Reisen. 

Ende der 1920er Jahre arbeitete Porter zunehmend hauptberuflich und mit wachsendem Erfolg als Komponist und Textdichter und kehrte in die USA zurück. Der Durchbruch gelang ihm mit der Musicalproduktion Paris (1928), zu der ihm sein Freund Irving Berlin verholfen hatte. Es folgten weitere Erfolgsstücke, und schon bald hatte Porter sich als eine der Songschreibergrößen der Vereinigten Staaten etabliert und erhielt den Titel „America’s Great Sophisticate“. Von 1934 bis zu seinem Tod lebte Porter  in einer Suite im New-Yorker Hotel Waldorf-Astoria. Ab 1935 begannen die Porters immer mehr Zeit in Hollywood zu verbringen, wo das Filmgeschäft boomte. 
Im Oktober 1937 hatte er einen schweren Reitunfall, der sein Leben grundlegend veränderte. Er erlitt schwere Beinverletzungen, und seine Frau, die zwischenzeitlich getrennt von ihm in Paris lebte und mit dem Gedanken spielte, sich von ihm scheiden zu lassen, kehrte sofort an seine Seite zurück. Die Ärzte drängten zu einer Amputation seiner Beine, was sie jedoch ablehnte, da sie davon überzeugt war, dass dies zum Verlust seines Lebenswillens führen würde. Die Folgen dieses Unfalls machten später über 30 Operationen notwendig und begleiteten ihn sein restliches Leben. Er war seitdem auf Krücken angewiesen, und das Klavierspielen bereitete ihm zeitweise Schwierigkeiten. Seinen Humor jedoch schien er behalten zu haben: „It just goes to show fifty million Frenchmen can’t be wrong. They eat horses instead of ride them.“ („Es zeigt einfach, dass sich 50 Millionen Franzosen nicht irren können. Sie essen Pferde, anstatt sie zu reiten“).
1952 starb seine Mutter, zu der Porter eine tiefe Beziehung hatte. Zwei Jahre später starb auch seine Ehefrau Linda. Vor allem der Verlust seiner Frau setzte Cole schwer zu. 1958 musste auf Anraten seiner Ärzte sein rechtes Bein amputiert werden. Er wurde zunehmend depressiv und lebte zurückgezogen. Auch wird von Alkoholproblemen berichtet. Er verlor zusehends seinen Lebenswillen; gegenüber seinem langjährigen Vertrauten Arnold Saint Subber äußerte Porter immer wieder, dass er sterben wolle. Cole Porter starb am 15. Oktober 1964 im Alter von 73 Jahren in einem Krankenhaus in Santa Monica an Nierenversagen.

## Werke
Cole Porter hat etwa 40 komplette Musicals komponiert und die zugehörigen Liedtexte geschrieben, von denen viele Evergreens geworden sind. Sein Stil wird meist als elegant oder mondän beschrieben. Sein Talent als Textdichter äußerte sich in vielen ungewöhnlichen und witzigen Zeilen, die oft mit Wortspielereien gewürzt sind und ihm deswegen oftmals auch Probleme mit der Zensur einbrachten.
Bereits in seinen Jahren am College schrieb er Stücke, der richtige Durchbruch gelang ihm jedoch erst mit Paris 1928. Durch den Einfluss seines Freundes Irving Berlin, der selbst Komponist war und bereits damals zu den großen amerikanischen Komponisten zählte, erhielt Porter den Zuschlag für das Musical. Es wurde innerhalb kürzester Zeit zu einer Erfolgsshow, auf die weitere folgten. Gay Divorce oder Anything Goes waren damals in aller Munde. Nach seinem schweren Reitunfall verfiel Porter jedoch in Depression, die Arbeit fiel ihm – auch auf Grund der starken Medikamente – schwer und er hatte Probleme, die nötigen Gelder für eine Broadway-Produktion aufzutreiben. So floppten etliche seiner Shows in diesen Jahren und seine Kritiker sahen seinen Stern bereits als erloschen. Doch mit Kiss Me, Kate aus dem Jahre 1948 landete er erneut einen spektakulären Coup, der weltweit ein Erfolg wurde und auch noch heute gespielt wird. Für seine letzte große Broadway-Produktion Silk Stockings holte Porter 1954 Hildegard Knef als Hauptdarstellerin nach New York. 1968 nahm Knef ein Tribut-Album unter dem Titel Träume heißen du mit Porters Liedern auf.
Viele seiner Stücke wurden zu Jazz-Standards und Evergreens, unter anderem Night and Day, Begin the Beguine, What Is This Thing Called Love?, Easy to Love,You’d Be So Nice to Come Home To, Anything Goes, You’re the Top, Just One of Those Things, I Get a Kick out of You, Love for Sale, True Love oder I’ve Got You Under My Skin. Porter zählt zu den Komponisten und Textern des Great American Songbook. Heutzutage sind die Interpretationen solcher Stücke von großen Jazzmusikern oft bekannter als die Originalversionen. Viele Lieder wurden von den weltweit bekanntesten Interpreten im Jazz und dessen Randbereichen gesungen, u. a. von Frank Sinatra, Louis Armstrong oder Ella Fitzgerald, die mit Ella Fitzgerald Sings the Cole Porter Songbook (1956) und Ella Loves Cole (1972) gleich zwei Alben mit seinen Songs aufnahm. Zahllose Künstler nahmen ihrerseits Alben mit seinen Liedern auf, so Tony Bennett mit der Pop-Sängerin Lady Gaga im Jahre 2020 (Love for Sale).
Shows – Musicals und Musicalrevuen
- 1911: Cora
- 1912: And the Villain Still Pursued Her
- 1912: The Pot of Gold
- 1913: The Kaleidoscope
- 1914: Paranoia
- 1916: See America First
- 1919: Hitchy-Koo of 1919
- 1922: Hitchy-Koo of 1922
- 1923: Within the Quota
- 1924: Greenwich Village Follies of 1924
- 1928: Paris (1929 verfilmt)
- 1928: La Revue des Ambassadeurs
- 1929: Wake Up and Dream
- 1929: Fifty Million Frenchmen
- 1930: The New Yorkers
- 1932: Gay Divorce
- 1933: Nymph Errant
- 1934: Anything Goes
- 1935: Jubilee
- 1936: Red, Hot and Blue!
- 1938: You Never Know
- 1938: Leave It to Me! (dt. Wodka Cola)
- 1939: Du Barry Was a Lady
- 1940: Panama Hattie
- 1941: Let’s Face It
- 1943: Something for the Boys
- 1944: Mexican Hayride
- 1944: Seven Lively Arts
- 1946: Around the World
- 1948: Kiss Me, Kate (dt. Küss mich, Kätchen!)
- 1950: Out of This World
- 1953: Can-Can
- 1954: Silk Stockings (Ninotschka)

Filmarbeiten:
- 1936: Zum Tanzen geboren (Born to Dance)
- 1937: Rosalie
- 1940: Broadway Melodie 1940 (Broadway Melody of 1940)
- 1941: Reich wirst du nie (You’ll Never Get Rich)
- 1943: Something to Shout About
- 1948: Der Pirat (The Pirate)
- 1950: Die rote Lola (Stage Fright)
- 1956: Die oberen Zehntausend (High Society)
- 1957: Die Girls (Les Girls)

## Biopics
- 1946: Tag und Nacht denk’ ich an Dich (Night and Day) – Musikfilm, USA, Regie Michael Curtiz, mit Cary Grant
- 1990: You’re The Top: The Cole Porter Story – Dokumentation, USA/GB, Teil der PBS-Dokureihe American Masters
- 2004: De-Lovely – Die Cole Porter Story (De-Lovely) – Musicalfilm, USA/GB, mit Kevin Kline und Ashley Judd

## Auszeichnungen
- 1949: Zwei Tony Awards für Kiss Me, Kate: Bestes Musical und Beste Originalmusik
- 1961: Grammy für das beste Soundtrack-Album (zum Film Can Can, erschienen bei Capitol)
- 2007: (posthum) Stern auf dem Hollywood Walk of Fame